# Ейлі Гарбо
Ейлі Гарбо (норв. Eili Harboe; нар. 16 серпня 1994, Ставангер, Норвегія) — норвезька акторка.

## Життєпис
Ейлі Гарбо народилася 16 серпня 1994 року у Ставангері. Закінчила Ставангерський університет (англійська література). 
Вона знялася у фільмі Йоакіма Трієра 2017 року Відьма (як головна героїня Тельма). Еллі отримала широку популярність після виходу стрічки «Відьма» (2017). Відьма та виступ Гарбо отримали хороші відгуки в норвезькій пресі.
25 листопада 2017 року їй вручили премію Срібний Астор за найкращу жіночу роль на 32-му Міжнародному кінофестивалі у Мар-дель-Плата.

## Фільмографія
- 2019 — Прибульці з минулого[en] — Ада / Тріна Сіверенсен
- 2019 — Земля тролів 2: У пошуках золотого замку — принцеса Крістін[7]
- 2017 — Відьма — Тельма[8]
- 2017 — Земля тролів — принцеса Крістін
- 2015 — Хвиля — Вібека
- 2012 — Компанія Оргейм — Ірен

## Нагороди та номінації
| Рік  | Нагорода                                   | Номінація               | Робота | Результат |
| ---- | ------------------------------------------ | ----------------------- | ------ | --------- |
| 2018 | Берлінаре                                  | European Shooting Stars | —      | Перемога  |
| 2018 | Аманда                                     | Найкраща акторка        | Відьма | Номінація |
| 2017 | Міжнародний кінофестиваль у Мар-дель-Плата | Найкраща акторка        | Відьма | Перемога  |
| 2017 | Косморама                                  | Найкраща акторка        | Відьма | Перемога  |